# Mohamed Wali Akeik
Mohamed Wali Akeik (arabiska: محمد والي أكيك), född 1950 i El Aaiún i Spanska Sahara, är en västsaharisk politiker som från februari 2018 till januari 2020 var premiärminister i Västsahara, egentligen Sahariska arabiska demokratiska republiken (SADR), som gör anspråk på Västsahara, vilket dock till största delen är ockuperat av Marocko i strid mot folkrätten.
Akeik är en veteran inom Polisario och har innehaft ministerposter i tidigare regeringar.
Mohamed Wali Akeik utsågs till ny premiärminister den 4 februari 2018 av president Brahim Ghali, och efterträdde, formellt den 5 februari, Abdelkader Taleb Oumar på posten. Den 13 januari 2020 efterträddes han av Bushraya Hamudi Bayun.